# 平体好孝
平体 好孝（ひらたい よしたか、1967年5月23日 - ）は、テレビ金沢の元アナウンサー。

## 来歴
石川県鳳至郡能都町出身。日本大学卒業。
1990年の開局とともにテレビ金沢に入社し、同局のアナウンサー1期生になる。アナウンサー時代、同期の塚田誉と交代する形で日本テレビ『ズームイン!!朝!』の金沢担当キャスターに就任。その後継番組『ズームイン!!SUPER』にも引き続き出演し、途中で後輩の戸丸彰子にバトンタッチした。
その後は一時プロデューサーに転じ、番組制作に携わっていた。
それから1年半後にアナウンサーに復帰し、2005年10月3日にスタートした夕方の情報番組『びービーみつばち』のキャスターに就任した。
2009年7月3日の番組終了に伴い、再びアナウンス業務から離れている。2011年3月時点では制作担当部長を務めていた。

## 担当番組
- じゃんけん!!サタデー[1]
- ズームイン!!朝!（日本テレビ）[1] - 金沢担当キャスター（1993年4月 - 2001年9月）
- ズームイン!!SUPER（日本テレビ）[6] - 金沢担当キャスター
- びービーみつばち - キャスター[7]（2005年10月3日 - 2009年7月3日）